# اشوزدنگهه: اسطوره هم‌اکنون

## مقدمه
اشوزدنگهه ابر مرد ایرانی شش هزار ساله‌ای ست که در سیلک کاشان جاودانه (دراز عمر) می‌شود؛ سراسر تاریخ ایران را می‌پیماید و اکنون نیز به صورتی گمنام در تهران زندگی می‌کند. تمامی گمشده‌های تاریخ ایران و منطقه نزد اوست و او با بسیاری از بزرگان و مشاهیر تاریخ ایران روبرو یا آشنا می‌شود. اشوزدنگهه شخصیتی بسیار پیچیده، ریشه دار، نیرومند و تأثیرگذار است.
«اَشَ وَز دَن گَ هَه» به زبان کهن ایرانی، یعنی: درست کردار، آنکه در راه راست پایدار است… و جویندهٔ راه حق.
این نام در دوره ساسانیان به صورت «اَشوَزد» نیز تلفظ می‌شده و امروزه ما آن را به صورت «اَشوَزدَنگهِه» Ash Vaz dang Heh تلفظ می‌کنیم.

## رمان اشوزدنگهه
اشوزدنگهه رمانی به سبک خیال‌پردازی حماسی به قلم آرمان آرین نویسنده، پژوهشگر و رمان‌نویس ایرانی است که توسط نشر موج به چاپ رسیده‌است.
- جلد اول: اسطوره هم‌اکنون
- جلد دوم :اهریمنان یکه‌تاز
- جلد سوم: حماسه نجات بخش
- جلد چهارم: دست نوشته‌های اشوزدنگهه

### داستان
مغی به نام «اشوزدنگهه» یکی از جاودانان شده و تاریخ ایران را از زمان شهر باستانی «سیلک» تا دوران هم‌اکنون روایت می‌کند.
اشوزدنگهه مجموعه رُمانی ست که در فاصلهٔ سال‌های ۱۳۸۵ تا ۱۳۹۳ نوشته و منتشر شده و داستان زندگی یک ابر-اسطورهٔ ایرانی را روایت می‌کند که شش هزار سال عمر دارد و هر سال، تنها یک روز پیر می‌شود.
اَشوَزدَنگهِه از عصر سیَلک کاشان، زندگی پرماجرایی را طی می‌کند تا به عصر معاصر در امروز تهران می‌رسد و هم اینک نیز به‌طور ناشناس در جایی از این شهر زندگی می‌کند.
او تمامی سلسله‌های تاریخ ایران را زیسته و با بزرگانِ تاریخ و فرهنگ آن نشست و برخاست داشته و همچنین شاهد ماجراهای مهمی از تاریخ جهان بوده‌است. به همین ترتیب، مهم‌ترین اشیاء گمشده و آثار تاریخ ایران و جهان نیز هم اینک در موزهٔ شخصی اَشوَزدَنگهِه نگهداری می‌شوند و غول چراغ نیز پس از علاءالدین در اختیار اوست.
داستان بلند و پرفراز و نشیب اَشوَزدَنگهِه به‌صورتی غیرخطی و با ضرباهنگی پرشتاب از میان خاطره‌ها و عشق‌ها، نبردها و شخصیت‌ها بازگو می‌شود تا روایتی هزار و یک شب گون و رازآلود از جانِ ایران زمین برخیزد و بر دل و اندیشهٔ مخاطبان امروزی اش بنشیند.
سه گانهٔ اَشوَزدَنگهِه را «نشر موج» همراه با جلد چهارم آن، که پیوستی فلسفی و عرفانی از دست نوشته‌های این مرد شش هزار ساله است، منتشر کرده که تاکنون افتخارات زیر را با خود همراه نموده‌است:

### جوایز
- کتاب برگزیدهٔ سال در جشنواره ادبی استاد جعفر پایور ۱۳۹۴
- کتاب برگزیدهٔ تألیفی سال ۱۳۹۴ شورای کتاب کودک
- دریافت لوح تقدیر و جایزه از نخستین جشنواره ادبی مهدی آذر یزدی ۱۳۹۴

## «اَشوَزدَنگهِه» در کتابهای کهن
در اوستا تنها در بندهای ۷۲ تا ۷۴ آبان یَشت، سخن از نام دو اَشوَزدَنگهِه آمده که از پارسایان بوده و با تورانیان می‌جنگیده‌اند. فرشته آناهیتا نیز آن‌ها را بر تورانیان چیره می‌سازد و به روان شان درود فرستاده شده‌است.
در بُندَهِش اما سخن از یک اَشوَزدَنگهِه است و تنها توضیحی کوچک دربارهٔ این شخصیت آمده به این ترتیب که اَشوَزدَنگهِه از هفت تن جاودانانی بوده‌است که با ماجرای «وَر جَم کَرد» ارتباط دارند و در رستخیز به یاری سوشیانت برخواهند خاست…
و وَر جَمکرد در اساطیر ایرانی، دژی زیرزمینی ست که جمشید شاه برای حفاظت از موجودات نیک در برابر زمستان اهریمنی ساخته‌است.

## بن‌مایه
- دانشنامهٔ آکادمی فانتزی
- وبسایت نشرموج